# Gartnerfonden

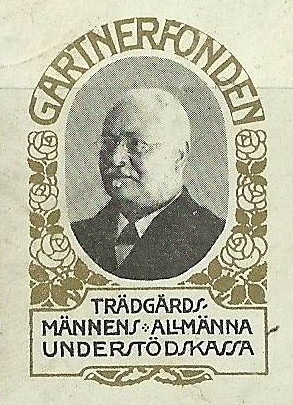
Gartnerfondens märke med Knut Bovin i centrum.

Gartnerfonden instiftades år 1897 i Stockholm som Trädgårdsmännens allmänna understödskassa. Grunden för fonden utgjorde ett flertal donationer. Begreppet ”gartner” (tyska Gärtner, engelska gardener) är en äldre beteckning för dagens trädgårdsmästare.

## Historik
Initiativtagare till  Gartnerfonden var trädgårdsodlaren och trädgårdsförfattaren Knut Bovin. Från att ursprungligen varit en understödsfond ändrades 1979 målinriktningen och stadgarna som medger att en belöning utdelas ”till en därav förtjänt trädgårdsman eller -kvinna”. 
I Gartnerfonden ingick 2007 sju medlemsorganisationer. Av dessa är Stockholms Gartnersällskap Sveriges äldsta trädgårdsförening som instiftades i juni 1848.
- Trädgårdsnäringens Riksförbund TRF
- Nordöstra Skånes distrikt av TRF
- Gefleborg Trädgårdsodlingssällskap
- Västra Sveriges Trädgårdsmannasällskap
- Tungelsta Trädgårdsodlareförening
- Stockholms Gartnersällskap
- Västra Sörmlands Gartnersällskap

## Gartnerfondens belöning
Gartnerfondens belöning är en penningsumma, som skall ses dels som en uppmuntran, dels som ekonomisk hjälp för studieresor eller liknande. Belöningen har sedan år 2003 utdelats till tretton personer (avser perioden fram till 2019), bland dem finns trädgårdsmästare Victoria Skoglund 2015 och författaren Lena Israelsson 2016.